# Sütterknoll
Sütterknoll ist eine etwa 31 Meter hohe Küstendüne beim Seebad List auf der nordfriesischen Nordseeinsel Sylt im Bundesland Schleswig-Holstein. Die Sanddüne des Typs Weißdüne liegt in der Nähe einer meteorologischen Station und grenzt an das Naturschutzgebiet Nord-Sylt an.

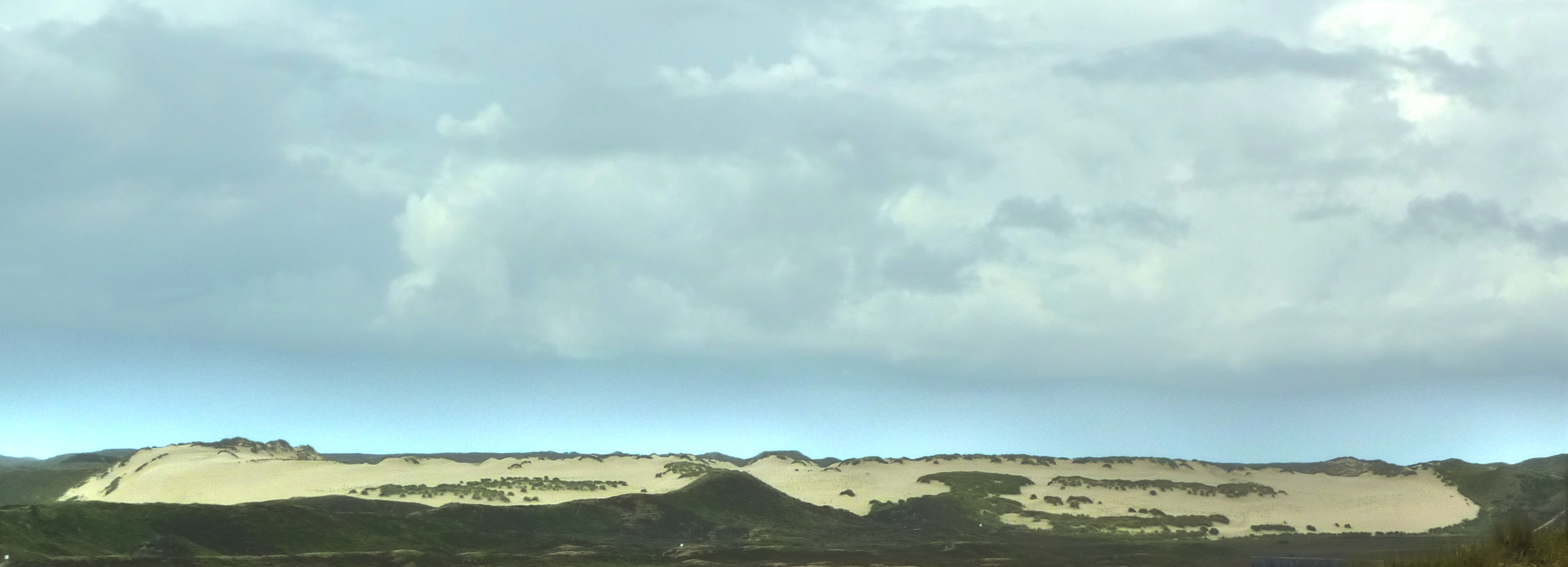
Die langgestreckte Flanke der Sanddüne Sütterknoll auf Sylt

## Quelle
- Topografische Karte 1:25.000, Blatt 0916 List (Insel Sylt), Landesvermessungsamt Schleswig-Holstein